# Josef Ludl
Josef Ludl (né le 3 juin 1916 à Dalovice en Autriche-Hongrie, aujourd'hui en République tchèque et mort le 1er août 1998) était un footballeur et entraîneur tchécoslovaque.

## Biographie

### Club
Il commence sa carrière en 1934 dans le club du Viktoria Žižkov entre 1934 et 1939.
Il joue par la suite dans l'une des plus grandes équipes du pays, le Sparta Prague de 1939 à 1951, où il inscrit 99 buts en 213 matchs.

### International
Il évolue en tout pendant 16 matchs (pour 6 buts) sous les couleurs de l'équipe de Tchécoslovaquie entre 1937 et 1948.
Il participe à la coupe du monde 1938 en France, où son équipe parvient jusqu'en quarts-de-finale.

### Entraîneur
Après sa retraite de joueur, il entame une carrière d'entraîneur, tout d'abord au FC Hradec Králové en 1956.
Il part ensuite entraîner le SONP Kladno de 1957 à 1958, puis le Jednota Trenčín de 1960 à 1961.